# Dagze
Dagze (en tibetano, སྟག་རྩེ་ཆུས།; wylie, tag rtse chus; literalmente, ‘"La cima del tigre’; en chino, 达孜区; pinyin, Dázī qū qū) es un distrito urbano bajo la administración directa de la Prefectura Lhasa en la Región autónoma del Tíbet, República Popular China. Su área es 1360 km² y su población total para 2010 fue cercana a los 30 mil habitantes.

## Administración
El anterior condado Dagze se niveló a distrito en 2017 y desde entonces se divide en 6 pueblos administrados en 1 poblado y 5 villas.